# Gerben Thijssen
Gerben Thijssen (Genk, 21 juni 1998) is een Belgisch baan- en wegwielrenner die anno 2022 uitkomt voor Intermarché-Wanty-Gobert Matériaux.

## Carrière
Als junior won Thijssen meerdere nationale titels op de baan. Op de weg won hij etappes in de Ronde van Cottbus en de Trofeo Karlsberg en schreef hij de Omloop der Vlaamse Gewesten op zijn naam. Op de baan werd hij in 2016 vice-europees kampioen ploegkoers aan de zijde van Jules Hesters, later wonnen ze ook de AVS-Cup tijdens de zesdaagse van Gent.
In 2017 won Thijssen de Grote Prijs Stad Sint-Niklaas, door in de massasprint Álvaro Hodeg en Alexander Maes voor te blijven. Later won hij een rit in Olympia's Tour. Op de baan werd hij in Berlijn Europees kampioen afvallingsrace bij de elites.

## Palmares

### Baanwielrennen
| Jaar         | BK                                                                              | EK                       | WK           | OS           | WB                                | Overig                                  |
| Nieuwelingen | Nieuwelingen                                                                    | Nieuwelingen             | Nieuwelingen | Nieuwelingen | Nieuwelingen                      | Nieuwelingen                            |
| ------------ | ------------------------------------------------------------------------------- | ------------------------ | ------------ | ------------ | --------------------------------- | --------------------------------------- |
| 2014         | omnium · achtervolging · ploegkoers · ploegenachtervolging · ploegsprint · 500m |                          |              |              |                                   |                                         |
| Junioren     |                                                                                 |                          |              |              |                                   |                                         |
| 2015         | ploegkoers · keirin                                                             | ploegkoers               | puntenkoers  |              |                                   | St-Denis: scratch                       |
| 2016         | omnium · puntenkoers · achtervolging · afvalling · km · ploegkoers              | ploegkoers · puntenkoers |              |              |                                   | Fenioux: ploegkoers puntenkoers scratch |
| Beloften     |                                                                                 |                          |              |              |                                   |                                         |
| 2016         |                                                                                 |                          |              |              |                                   | 6daagse Gent                            |
| 2017         |                                                                                 | ploegenachtervolging     |              |              |                                   |                                         |
| 2018         |                                                                                 |                          |              |              |                                   |                                         |
| 2019         |                                                                                 | ploegenachtervolging     |              |              |                                   |                                         |
| Elites       |                                                                                 |                          |              |              |                                   |                                         |
| 2016         |                                                                                 |                          |              |              | Apeldoorn: · ploegenachtervolging |                                         |
| 2017         |                                                                                 | afvalkoers               |              |              |                                   |                                         |
| 2018         |                                                                                 |                          |              |              |                                   |                                         |
| 2019         | omnium                                                                          |                          |              |              |                                   |                                         |

### Wegwielrennen

#### Palmares
2017
Grote Prijs Stad Sint-Niklaas
2019
2e etappe Tour de l'Eure et Loire
Jongerenklassement Tour de l'Eure et Loire
1e etappe À travers les Hauts de France
Memorial Philippe Van Coningsloo
2021
Izegem Koers
2022
6e etappe Vierdaagse van Duinkerke
2e etappe Ronde van Polen
Gooikse Pijl
2023
Grote Prijs Jean-Pierre Monseré
Bredene Koksijde Classic
Ronde van Limburg
Omloop van het Houtland
2024
Trofeo Palma
1e etappe Ronde van de Algarve
Puntenklassement Ronde van de Algarve

#### Resultaten in voornaamste wegwedstrijden
| Jaar | Ronde van Italië | Ronde van Frankrijk | Ronde van Spanje |
| ---- | ---------------- | ------------------- | ---------------- |
| 2019 |                  |                     |                  |
| 2020 |                  |                     | opgave           |
| 2021 |                  |                     |                  |
| 2022 |                  |                     | opgave           |
| 2023 |                  |                     |                  |
| 2024 |                  | opgave              |                  |
| 2025 | 157e             |                     |                  |

| Jaar | Parijs-Roubaix | Parijs-Tours |
| ---- | -------------- | ------------ |
| 2019 |                | opgave       |
| 2020 |                |              |
| 2021 |                | 59e          |
| 2022 |                |              |
| 2023 | 70e            |              |
| 2024 |                |              |
| 2025 |                |              |

## Ploegen
- 2018 –  Lotto Soudal (vanaf 1 augustus)
- 2019 –  Lotto Soudal
- 2020 –  Lotto Soudal
- 2021 –  Lotto Soudal
- 2022 –  Intermarché-Wanty-Gobert Matériaux
- 2023 –  Intermarché-Circus-Wanty
- 2024 –  Intermarché-Wanty
- 2025 –  Intermarché-Wanty

Armée · Bak · Benoot · Campenaerts     · De Buyst · De Gendt · Debusschere · Frison · Greipel · Hansen · Hofland · Keukeleire · Lambrecht · Maes · Marczyński · Mertz · Monfort · Naesen · Shaw · Sieberg · Van der Sande · Vanendert · Wallays · Wellens · Wouters
Armée · Benoot · Blythe · Campenaerts   · De Buyst · De Gendt · Dewulf · Ewan · Frison · Hagen · Hansen · Iversen · Keukeleire · Kluge · Lambrecht · Maes · Marczyński · Mertz · Monfort · Naesen · Thijssen · Van der Sande · van Goethem · Van Moer · Vanendert · Vanhoucke · Wallays · Wellens · Wouters
Armée · Cras · De Buyst · De Gendt · Degenkolb · Dewulf · Dibben · Ewan · Frison · Gilbert · Goossens · Hagen · Hansen · Holmes · Iversen · Kluge · Maes · Marczyński · Mertz · Oldani · Thijssen · Van der Sande · Van Goethem · Van Moer · Vanhoucke · Vermeersch (vanaf 1 juni) · Wallays · Wellens
Conca · Cras · De Buyst · De Gendt · Degenkolb · Ewan · Frison · Gilbert · Goossens · Grignard · Holmes · Kluge · Kron · Małecki · Marczyński · Moniquet · Oldani · Sweeny · Thijssen · Van der Sande · Van Gils · Van Moer · Vanhoucke · Vermeersch · Verschaeve · Vervloesem · Wellens
Bakelants · Bystrøm · Claeys · De Gendt · Delacroix · Devriendt · Girmay · Goossens · Hermans · Hirt · Huys · Johansen · Kristoff · Meintjes · Page · Pasqualon · Peák · Petilli · Petit · Planckaert ·  Pozzovivo(vanaf 14/2) · Rota · Taaramäe · Thijssen · van der Hoorn · van Kessel · Van Melsen · van Poppel · Vliegen · Zimmermann · De Pooter (stagiair) · Mihkels (stagiair)
Bonifazio · Bystrøm · Calmejane · Costa · De Gendt · De Pooter · Girmay · Goossens · Herregodts · Huys · Johansen · Marit · Meintjes · Mihkels · Page · Paquot · Petilli · Petit · Planckaert · Rex · Rota · Smith · Taaramäe · Teunissen · Thijssen · van der Hoorn · van Poppel · Vliegen · Zimmermann
Braet · Busatto · Calmejane · Colleoni · De Pooter · Faure Prost · Girmay · Goossens · Herregodts · Kuypers(vanaf 4/4) · Marit · Meintjes · Mihkels · Page · Paquot · Petilli · Petit · Planckaert · Rex · Rota · Smith · Taaramäe · Teunissen · Thijssen · van der Hoorn · Van Hoecke · van Poppel · van Sintmaartensdijk · Zimmermann · Dolven(stagiair)